# Adrian Gomólski
Adrian Gomólski (ur. 29 kwietnia 1987 w Gnieźnie) – polski żużlowiec.
W 2003 roku zdał egzamin na licencję żużlową. Debiut w lidze polskiej zaliczył 23 sierpnia 2003 podczas meczu wyjazdowego ze Stalą Rzeszów. W 2003 wystąpił łącznie w czterech meczach i uzyskał średnią biegową 0,823.
Sezon 2004 – wówczas 17-letni Adrian – rozpoczął bardzo dobrze (jak na pierwszy poważny sezon). Zdobywał średnio 5-7 punktów w meczu. Dołączył do teamu LNB Poland (w którym startuje Jason Crump oraz niegdyś Krzysztof Cegielski). Drużyna Startu Gniezno zajęła jednak ostatnie miejsce w I lidze oraz ostatnie w małej lidze barażowej i spadła do II ligi. Adrian Gomólski był w tym sezonie jednym z liderów zespołu osiągając coraz lepsze wyniki – w tym, w meczu z KSŻ-em Krosno 5 września komplet 18 punktów. Sezon zakończył średnią biegową równą 1,402.
W sezonie 2005 był już liderem Startu, któremu pomógł w powrocie do I ligi. Sam Gomólski uzyskał średnią aż 2,231 punktów (7. miejsce wśród II-ligowych żużlowców).
W 2007 roku podpisał dwuletni kontrakt ze Startem Gniezno i jednocześnie powołany do kadry narodowej. W 2008 po spadku Startu do II ligi został wypożyczony do I-ligowego KM Ostrów Wielkopolski.
7 września 2008 doznał bardzo groźnej kontuzji po kolizji z Rosjaninem Emilem Sajfutdinowem podczas pierwszoligowego meczu KM Ostrów z Polonią Bydgoszcz już w pierwszym biegu. Do wypadku był liderem ostrowskiego klubu. Startował w finale IMP w Lesznie, gdzie był czternasty i zdobył 3 pkt. Wystąpił także w finale MIMP w Rybniku. Uważany za głównego faworyta do zdobycia złotego medalu, zajął ostatecznie piąte miejsce. Z powodu kontuzji nie wystąpił w kolejnych czterech turniejach indywidualnych w kategorii juniorów (IMŚJ w czeskim Pardubicach, DMŚJ na stadionie duńskim w Holsted, Złoty Kask we Wrocławiu i Srebrny Kask w Rzeszowie).
Jego ojciec, Jacek również był żużlowcem. Ma młodszego o 6 lat brata Kacpra, który występuje w PSŻ Poznań (od 2022).

## Osiągnięcia
Indywidualne Mistrzostwa Polski:
- 2009 Toruń – 11. miejsce (3,w,1,0,1)
- 2008 Leszno – 14. miejsce (0,3,0,0,0)

Kryterium Asów Polskich Lig Żużlowych im. Mieczysława Połukarda:
- 2007 Bydgoszcz – 16. miejsce (0,0,1,0,0)

Drużynowe Mistrzostwa Świata Juniorów:
- 2007 – Abensberg – 1. miejsce

Indywidualne Mistrzostwa Świata Juniorów:
- 2008 – Pardubice – finalista / nie wystąpił z powodu kontuzji
- 2007 – Ostrów – rezerwowy w finale

Indywidualne Mistrzostwa Europy Juniorów:
- 2006 –  Goričan – 4. miejsce

Młodzieżowe Indywidualne Mistrzostwa Polski:
- 2007 Rzeszów – 8. miejsce (1,2,1,2,1)
- 2006 Toruń – 8. miejsce (1,2,1,2,1)
- 2005 – 15. miejsce w półfinale
- 2004 – 10. miejsce w półfinale

Młodzieżowe Mistrzostwa Polski Par Klubowych:
- 2008 Gorzów – 2. miejsce w finale
- 2007 Leszno – 5. miejsce w finale
- 2006 – 6. miejsce w półfinale
- 2005 – 6. miejsce w półfinale
- 2004 – 6. miejsce w półfinale

Srebrny Kask:
- 2007 Rybnik – 3. miejsce (1,3,3,2,3)
- 2006 Zielona Góra – 3. miejsce (2,2,2,2,3)
- 2005 Tarnów – 12. miejsce (0,0,0,2,2)
- 2004 – 11. miejsce w półfinale

Brązowy Kask:
- 2006 Opole – 6. miejsce (3,3,d,3,1)
- 2005 Zielona Góra – 4. miejsce (0,3,2,3,2)
- 2004 Lublin – 15. miejsce (1,w,0,1,1)